# Ianukism

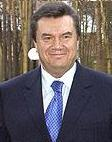
Viktor Ianukovici în 2004

Ianukism (în ucraineană янукізм – translit. „ianukizm”) este un termen ucrainean care acoperă diferite gafe și greșeli lingvistice pe care le fac politicienii ucraineni. Provine de la numele fostului președinte Viktor Ianukovici, cunoscut pentru încercările sale de a se prezenta ca un om bine educat în pofida numeroaselor greșeli comise în scriere și vorbire.
Unul dintre cele mai cunoscute exemple de ianukism este „proffesor” (ucraineană проффесор) – aceasta fiind forma în care Ianukovici a folosit cuvântul dat în formularul său de înregistrare la alegerile prezidențiale din 2004, în timp ce forma corectă în ucraineană este „profesor” (cu un „f” – ucraineană професор). În același formular, Ianukovici a comis în total 12 greșeli diferite, inclusiv a scris greșit numele soției sale și denumirea orașului natal. Multitudinea de greșeli de acest fel comise de-a lungul carierei sale a dus la scepticism din partea publicului larg asupra veridicității diplomei de doctor în economie a politicianului, dar și a statutului său de autor de bestseller-uri de la începutul anilor 2010.

## Exemple
| Ianukism                                                              | Explicație | Ref.  |
| --------------------------------------------------------------------- | --- | ----- |
| проффесор (profesor)                                                  | un ф (f) în plus; de asemenea, în limba ucraineană consoanele geminate⁠(d) în cuvintele împrumutate sunt rare             | [ 2 ] |
| „Welcome in Ukraine”                                                  | prepoziție greșită în engleză (in în loc de to); Ianukovici a spus asta în timpul unei vizite de stat în Japonia în 2011 | [ 5 ] |
| Isaac Bebel                                                           | Ianukovici a confundat numele autorului ucrainean Isaac Babel și al politicianului german August Bebel                   | [ 6 ] |
| йолка (iolka)                                                         | în limba rusă, «ёлка» (iolka) înseamnă „pom de Crăciun”, însă echivalentul ucrainean este «ялинка» (ialînka)             | [ 5 ] |
| прємьєр-міністр (prim-ministru)                                       | ortografia corectă în ucraineană conține un apostrof – «прем'єр-міністр», și nu semnul moale caracteristic limbii ruse   | [ 2 ] |
| курасани (kurasanî)                                                   | ortografia corectă la plural a cuvântului „croasant” în ucraineană este «круасани» (kruasanî)                            | [ 7 ] |
| secretarul general Clinton                                            | la întâlnirea sa cu Hillary Clinton, Ianukovici a numit-o eronat „secretar general” în loc de „secretar de stat”         | [ 6 ] |
| „Oamenii din Liov au «cel mai bun genocid al țării»”                  | au fost confundate cuvintele „genofond” («генофонд» – henofond) și „genocid” («геноцид» – henoțîd)                       | [ 8 ] |
| Anna Ahmetova                                                         | corect: Anna Ahmatova | [ 6 ] |
| „e altfel când vezi cu propriile mâini [...] atingi cu propriii ochi” | cuvinte schimbate eronat cu locul în frazeologisme                                                                       | [ 9 ] |

Pe lângă greșelile ortografice, ianukismele se pot manifesta și prin greșeli faptice sau de altă natură, cât și acte ratate (freudiene). De exemplu, Ianukovici a spus că Muntele Athos este situat în Palestina (de fapt în Grecia), a numit Jocurile Olimpice de iarnă din 2022 un „Campionat Mondial”, a spus că Israelul este o țară europeană și a declarat că „teritoriul Ucrainei trebuie să fie nesigur pentru cetățenii ei”.